# Indriði G. Þorsteinsson
Indriði G. Þorsteinsson, född 18 april 1926 i Gilhagi, Skagafjörður, död 3 september 2000, var en isländsk författare och journalist. Han arbetade som chaufför innan han blev journalist på Tíminn 1951. Han var anställd vid Alþýðublaðið 1959-62 och blev därefter chefredaktör för Tíminn fram till 1973. Han var återigen chefredaktör för Tíminn 1987-1991.
Till hans kändaste romaner hör Sjötíu og níu af stöðinni och Land og synir, som skildrar det isländska samhällets förändringar under 1900-talet. Båda romanerna har filmatiserats. Indriði nominerades till Nordiska rådets litteraturpris tre gånger: 1965 för Land og synir, 1969 för Þjófur í paradís och 1973 för Norðan við stríð. Han var far till journalisten Friðrik Indriðason och författaren Arnaldur Indriðason.

## Utgivet
| Romaner - Sjötíu og níu af stöðinni (1955) - Land og synir (1963) - Þjófur í paradís (1967) - Norðan við stríð (1971) - Unglingsvetur (1979) - Keimur af sumri (1987) Novellsamlingar - Sæluvika (1951) - Þeir sem guðirnir elska (1957) - Mannþing (1965) - Vafurlogar (1984) - Átján sögur úr álfheimum (1986) Dikter - Dagbók um veginn (1973, utökad och reviderad 1982) | Dramatik - Húðir Svignaskarðs (1988) Biografier och intervjuer - Áfram veginn (1975) – om Stefan Islandi - Samtöl við Jónas (1977) – om Jónas frá Hriflu - Fimmtán gírar áfram (1981) – om upptäcktsresande - Ævisaga Jóhannesar Sveinssonar Kjarval (1985) – om Jóhannes Sveinsson Kjarval - Skýrt og skorinort (1989) – samtal med Sverrir Hermannsson - Ævisaga Hermanns Jónassonar (två band, 1990 och 1992) – om Hermann Jónasson Övrigt - Bréf til Sólu (1983) – redaktör - Þjóðhátíðin 1974 (1987) |